# الجغيوات (السليمنات)
الجغيوات هو دُوَّار يقع بجماعة حوزية، إقليم الجديدة، جهة الدار البيضاء سطات في المملكة المغربية. ينتمي الدوّار لمشيخة السليمنات التي تضم 7 دواوير. يقدر عدد سكانه بـ 157 نسمة حسب الإحصاء الرسمي للسكان والسكنى لسنة 2004.

## روابط خارجية
- البوابة الوطنية للجماعات الترابية
- المندوبية السامية للتخطيط